# Herbert Green
Pour les articles homonymes, voir Green.
Herbert (Bert) Sydney Green (17 décembre 1920 – 16 février 1999) est un physicien anglo-australien. Il est connu pour ses travaux en physique statistique. Son nom figure dans le titre « Hiérarchie BBGKY » pour Nikolaï Bogolioubov, Max Born, Herbert Green, John Kirkwood et Jacques Yvon pour ses travaux publiés avec Born dans les Proceedings of the Royal Society.

## Biographie[2],[3]
Né à Ipswich au Royaume-Uni, il obtient un PhD en 1947, puis un doctorat à l'université d'Édimbourg en 1949, sous la direction de Max Born, avec une bourse de l'ICI.
Il est officier météorologiste dans la Royal Air Force, de 1941 à 1945.
Dans la période 1949-50, il est membre de l'Institute for Advanced Study de Princeton.
Il est professeur à l'Institut d'études avancées de Dublin, de 1950 à 1951.
De 1951 à 1985, il enseigne la physique mathématique à l'Université d'Adélaïde, dont il est doyen durant une certaine période. Après 1985, il reste chercheur dans cette université.

## Récompenses
- Compagnon de l'Académie australienne des sciences en 1954,
- Compagnon de l'Institut de Physique d'Australie (en),
- Membre à vie de la Société mathématique australienne ; président d'icelle de 1974 à 1976.

## Ouvrages
- (en) Max Born et Herbert S. Green, A General Kinetic Theory of Liquids, Cambridge University Press, 1949
- (en) Herbert S. Green, Molecular Theory of Fluids, North-Holland Publishing, 1952
- (en) Herbert S. Green, Handbuch der Physik : The Structure of Liquids, vol. 10, Springer, 1960, 1–133 p.
- (en) Herbert S. Green et C. A. Hurst, Order-Disorder Phenomena, Interscience Publishers, 1964
- (en) Herbert S. Green, Matrix Mechanics, P. Noordhoff Ltd., 1965
- (en) Herbert S. Green, Research Frontiers in Fluid Dynamics : Molecular Theory of Fluids, Interscience, 1965
- (de) Herbert S. Green, Quantenmechanik in Algebraischer Darstellung, Springer, 1966
- (ru) Herbert S. Green, Matrichnaya Kvantovaya Mechanika, Mir, 1968
- (en) Herbert S. Green, Matrix Methods in Quantum Mechanics, Barnes & Noble, 1968
- (en) Herbert S. Green et R. B. Leipnik, Sources of Plasma Physics, Wolters-Noordhoff, 1970
- (en) Herbert S. Green, Matrix Methods in Quantum Mechanics, Kōdansha, 1980
- (en) Herbert S. Green, Information Theory and Quantum Physics: Physical Foundations for Understanding the Conscious Process, Springer, 2000 (ISBN 3-540-66517-X)